# Confederación de Centroamérica
La Confederación de Centro-América o Confederación de Centroamérica fue una confederación creada oficialmente el 17 de julio de 1842 por El Salvador, Honduras y Nicaragua, para uniformar ciertos aspectos de sus políticas, establecer una única representación exterior e instituir un poder ejecutivo, un poder legislativo y un poder judicial. 
En su inicio la Confederación designó como gobernante a Antonio José Cañas con el título de supremo delegado, pero cada Estado conservó su propio jefe de Estado, y la autoridad efectiva de este cargo fue prácticamente inexistente.
Fruto Chamorro Pérez fue el último supremo delegado de la Confederación que se disolvió de hecho a mediados de 1845 a causa de las rivalidades provocadas por los gobiernos conservadores y liberales en cada uno de los Estados miembros.

## Origen
En el 17 de marzo de 1842, se instaló la Convención de Chinandega, la primera de múltiples conferencias unionistas centroamericanas, celebrada en la ciudad de Chinandega, Nicaragua, para discutir la unión de los estados centroamericanos. Fue atendida por delegados de los estados de El Salvador, Honduras y Nicaragua, donde aún tenían algún poder los unionistas.
En la Convención se acordó el 11 de abril el establecimiento de un gobierno provisorio y el nombramiento de Antonio José Cañas con el título de supremo delegado para encabezarlo. Éste acuerdo jamás llegó a tener efecto.
En el 17 de julio los delegados firmaron un nuevo pacto que ratificó el nombramiento de Antonio José Cañas como supremo delegado y de un Consejo consultivo, compuesto de un individuo por cada Estado. En éste se organiza la Confederación Centro-Americana.
Los firmantes del Pacto de Chinandega fueron los siguientes:
- Delegados por El Salvador
  - José María Cornejo
  - Manuel Barberena

- Delegado por Honduras
  - Manuel Emigdio Vázquez (padre de Domingo Vásquez)
  - Mónico Bueso Soto
  - Jacobo Rosa

- Delegados por Nicaragua:
  - José Núñez
  - Gregorio Juárez Sacasa
  - Francisco Castellón Sanabria
  - Pedro Zeledón
  - Sebastián Salinas

Guatemala y Costa Rica fueron invitadas a adherirse al pacto. Guatemala se abstuvo de hacerlo, y Costa Rica se adhirió condicionalmente el 6 de diciembre de 1843, con una serie de propuestas de reformas al convenio. Estas no fueron consideradas y por lo tanto la adhesión de Costa Rica no llegó a tener efecto.

## Dieta
En el 29 de marzo de 1844 se reunió en la ciudad salvadoreña de San Vicente la Dieta Confederal prevista en el pacto de Chinandega. Se procedió a la organización del poder Ejecutivo y del Consejo previsto en el pacto. Hubo participación de delegados de El Salvador, Honduras y Nicaragua. Costa Rica designó delegados a la Dieta, pero no fueron enviados debido a que aún no se había dado respuesta a los planteamientos contenidos en la adhesión costarricense.
La suerte designó como supremo delegado a Fruto Chamorro, el delegado por Nicaragua. Juan Lindo, delegado por Honduras fue elegido Presidente del Consejo, y Justo Herrera fue elegido Secretario del Consejo.

## Disolución
La vida de la Confederación fue breve y azarosa. Gran Bretaña le negó el reconocimiento diplomático, sus relaciones con Guatemala fueron tensas y para peores, estalló una sangrienta guerra entre los tres Estados confederados, porque en El Salvador los conservadores con Francisco Malespín tomaron el poder; mientras que, en Nicaragua gobernaban los liberales de León en rivalidad con los conservadores de Granada.
A mediados de 1845, el supremo delegado Chamorro Pérez propuso a los Estados un proyecto de nuevo pacto, pero su período terminó sin que se hubiese tomado ninguna decisión al respecto. Para esa época la Confederación prácticamente ya estaba disuelta de hecho.